# Onahu Creek Trail
L'Onahu Creek Trail est un sentier de randonnée américain dans le comté de Grand, au Colorado. Il permet de remonter le cours de l'Onahu Creek, auquel son nom renvoie. Il est entièrement protégé au sein du parc national de Rocky Mountain.